# Concerto piccolo sur B-A-C-H
Concerto piccolo sur B-A-C-H est un concerto pour trompette solo, cordes, clavecin et piano, écrit par Arvo Pärt, compositeur estonien associé au mouvement de musique minimaliste.

## Historique
La première exécution publique de l'œuvre a lieu à Göteborg par Håkan Hardenberger (trompettiste, commanditaire de l'œuvre) et l'Orchestre symphonique de Göteborg sous la direction de Neeme Järvi.

## Structure
En trois mouvements :
1. Preciso – 3 min 00 s
2. Lento – 3 min 00 s
3. Deciso – 2 min 00 s

## Discographie
- Sur le disque Trumpet Concertos by Martinsson, Pärt & Tamberg, par Håkan Hardenberger et l'Orchestre symphonique de Göteborg dirigé par Neeme Järvi, BIS Records (2002)[2]